# Escadron de chasse 3/30 Lorraine
Ne doit pas être confondu avec Groupe de bombardement Lorraine.
L'escadron de chasse 3/30 Lorraine est une unité aérienne de l'Armée de l'air française stationnée sur la base aérienne 118 de Mont-de-Marsan (Landes).
Il appartient organiquement à la 30e escadre de chasse et est l'héritier des traditions du groupe « Lorraine » de la Seconde Guerre mondiale, unité des Forces aériennes françaises libres.

## Historique

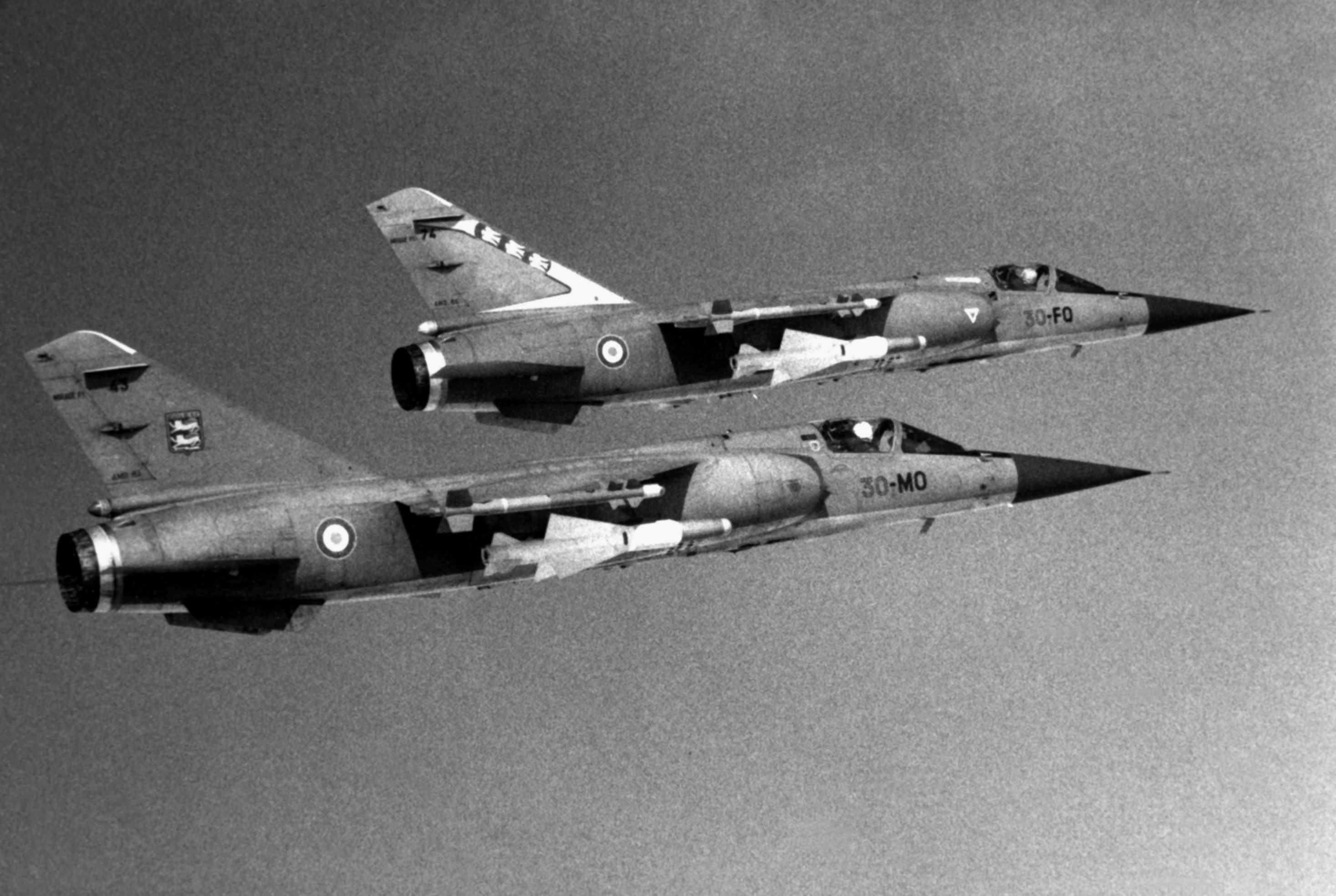
Un chasseur Dassault Mirage F1 de l'escadron Normandie-Niemen et un de l'escadron de chasse 3/30 Lorraine en 1986, armés de missiles air-air Matra R530.

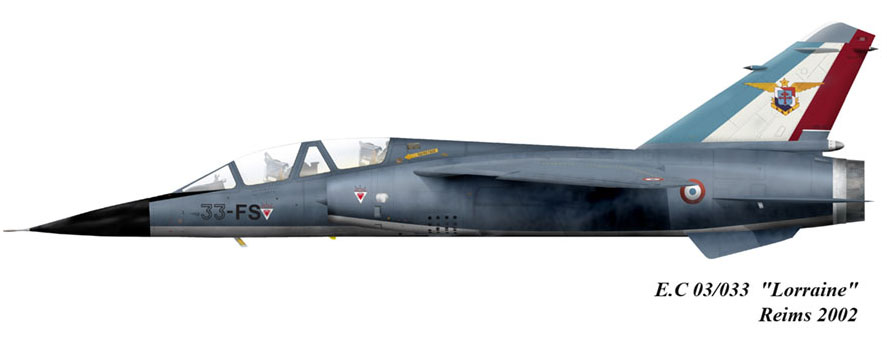
Chasseur Mirage F1B (biplace) aux couleurs de l'escadron de chasse 3/33 en 2002.

Cet escadron est issu du fameux Groupe de bombardement Lorraine des Forces aériennes françaises libres, chevalier de la Légion d'honneur compagnon de la Libération.
Le 27 juin 1994, l'escadron de chasse 3/30 Lorraine, stationné sur la base aérienne 112 de Reims, est renommé en 3/33 « Lorraine ».
Le 18 juin 1996 est remise la fourragère aux couleurs de l’Ordre de la Libération à l'escadron 3/33 « Lorraine » des mains du Président de la République Jacques Chirac.
En 2004, à titre exceptionnel et dérogatoire, l'escadron se voit attribuer un drapeau, avec Groupe Lorraine pour inscription à l'avers et la croix de la Légion d'honneur (reçue le 19 août 1945) épinglée sur la cravate.
Le 3/33 « Lorraine », mis en sommeil en août 2005, il a été réactivé sous le nom 3/30 "Lorraine" en octobre 2010 sur la Base aérienne 104 Al Dhafra aux Émirats arabes unis pour voler sur Rafale et sur Mirage 2000-5 puis uniquement sur Rafale depuis mars 2011.
Le 24 juin 2016, le 3/30 Lorraine est intégrée à la 30e escadre de chasse et remplace le 1/7 Provence sur la base aérienne 113 Saint-Dizier. Seules les traditions ont été transférées, pas les personnels ni les avions. Les avions sont alors progressivement repeints aux couleurs du 3/30. L'escadron est transféré à Mont-de-Marsan au cours des semaines qui suivent.

## Escadrilles
Jusqu'à la dissolution en 2005 :
- 1re escadrille « Metz », du 27 juin 1994 au 27 juin 2005 ;
- 2e escadrille « Nancy », du 27 juin 1994 au 27 juin 2005 ;
- 3e escadrille « Thionville », de septembre 1994 au 27 juin 2005.

Depuis la réactivation en 2010 :
- SAL 56 « Scarabée » ;

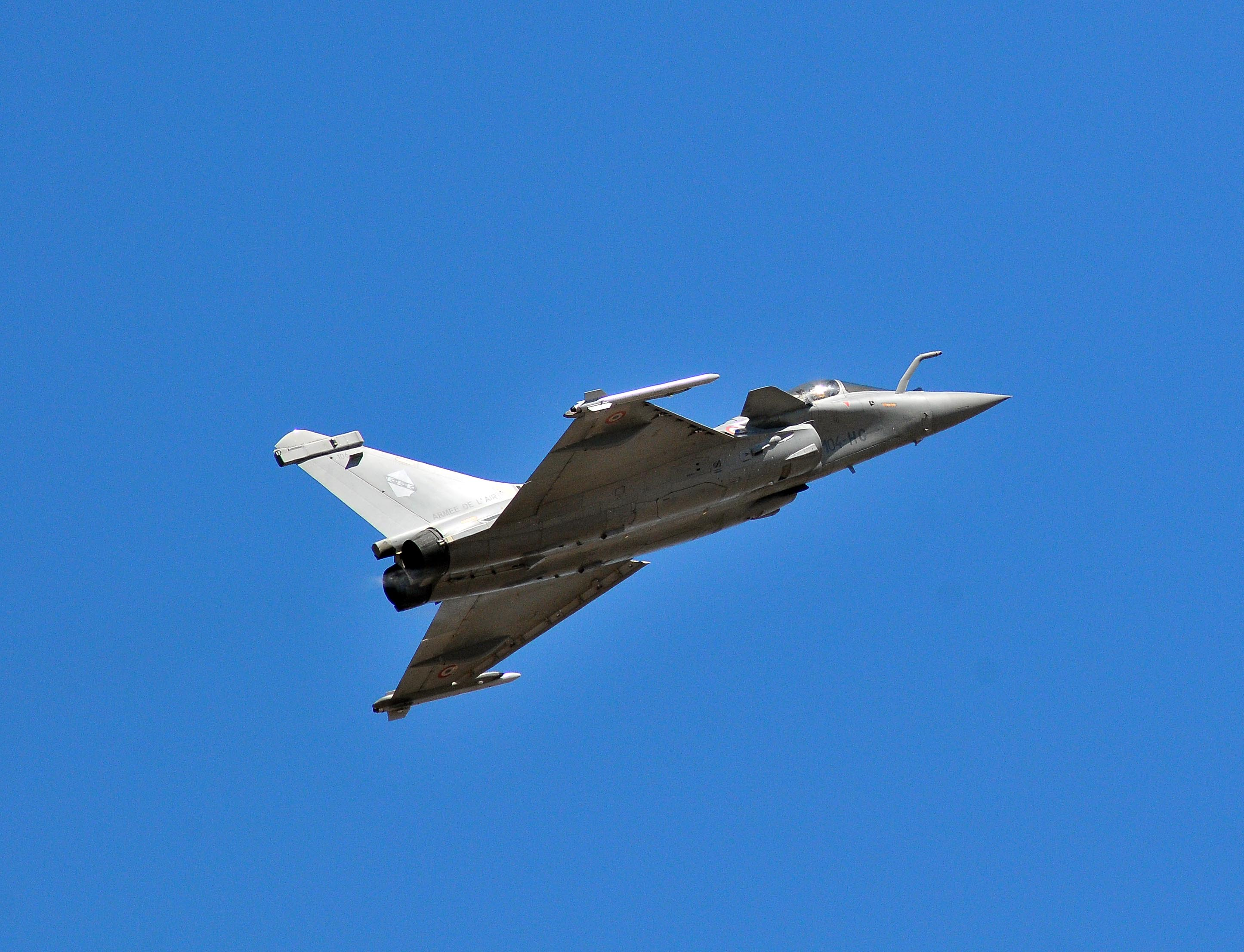
Le chasseur Rafale n° 106 (104-HG) de l'EC 3/30 à Aero India, en 2011.

- SPA 38 « Chardon de Lorraine » ;
- SPA 162 « Tigre », en 2016.

## Appellations
L'unité a successivement eu pour appellations :
- Groupe Réservé de Bombardement no 1 (du 4 décembre 1940 au 2 septembre 1941) ;
- Groupe de Bombardement no 1 Lorraine  : (du 2 septembre 1941 - 7 avril 1943) ;
- No.342 Squadron (Royal Air Force) : (du 7 avril 1943 - 15 décembre 1944) ;
- Groupe de Bombardement I/20 Lorraine : (du 15 décembre 1944 - 11 mars 1946) ;
- Groupe de Reconnaissance I/20 Lorraine : (du 11 mars 1946 - 1er juillet 1947) ;
- Groupe de Reconnaissance I/31 Lorraine : (du 1er juillet 1947 - 1er novembre 1949) ;
- Escadron de Chasse de Nuit 1/31 Lorraine : (du 1er novembre 1949 - 1er juillet 1953) ;
- Escadron de Chasse 3/30 Lorraine : (du 1er juillet 1953 - 1er mars 1962) ;
- Escadron de Chasse Tout-Temps 3/30 Lorraine : (du 1er mars 1962 - 20 décembre 1973) ;
- Escadron de Chasse 3/30 Lorraine : (du 20 décembre 1973 - 27 juin 1994) ;
- Escadron de Chasse 3/33 Lorraine : (du 27 juin 1994 - 26 juillet 2005) ;
- Escadron de Chasse 3/30 Lorraine : (depuis octobre 2010).

## Bases
De 1961 à 2005, le « Lorraine », escadron successivement équipé de Vautour IIN puis de Mirage F1, a été déployé sur la base aérienne 112 Reims-Champagne. Il est réactivé en 2010 sur la base aérienne 104 Al Dhafra, aux Émirats arabes unis. En 2016, l'escadron est transféré temporairement à Saint-Dizier le 24 juin 2016, avant de rejoindre Mont-de-Marsan.
- Base aérienne 112 Reims-Champagne (1961 à 2005)
- Base aérienne 104 Al Dhafra (2010 à 2016)
- Base aérienne 113 Saint-Dizier-Robinson (2016)
- Base aérienne 118 Mont-de-Marsan (2016  ....)

## Appareils
Le « Lorraine » a été doté de : 

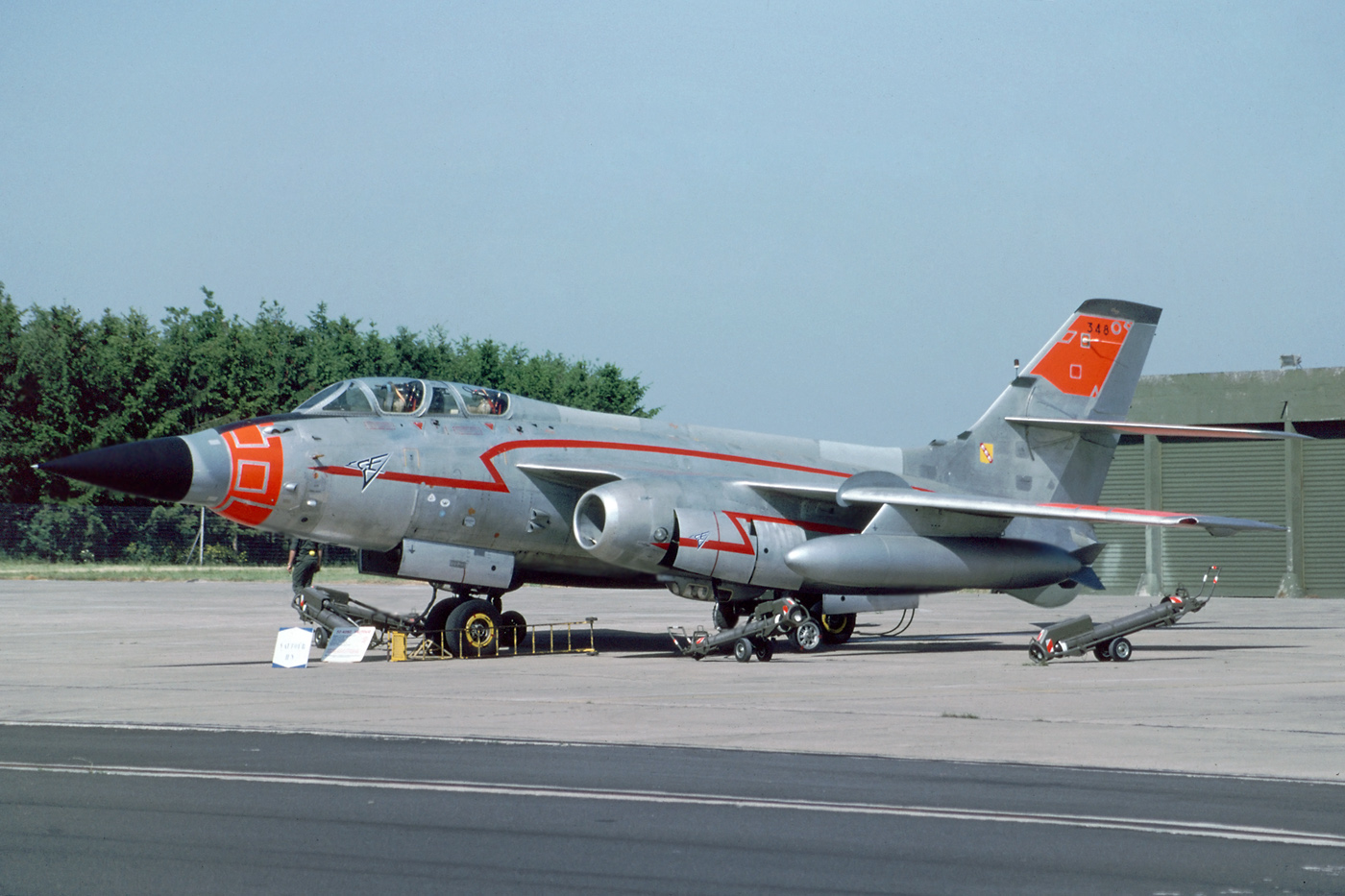
Vautour sur la BA112 en 1991.

Mosquito NF30 et PR 16 ( 1945-1952) 
Meteor NF11 (1952-1957) 
Dassault 315R (1952-1957) 
SNCASO SO-4050 Vautour IIN (1957 à 1973) 
- Dassault Mirage F1C (de juin 1973 au 25 juin 2003)
- Dassault Mirage F1B (de août 1988 à juillet 2005)
- Dassault Mirage F1CT (d'août 2003 à août 2005)
- Dassault Mirage 2000-5 (de 2010 à 2011)
- Dassault Rafale B/C (depuis le 4 Novembre 2010)

## Décorations
- Fourragère aux couleurs de la Croix de l’Ordre de la Libération (depuis le 18 juin 1996).